# Đuro Dečak
Djuro Dečak fue un Teniente General retirado del Ejército Croata. Fue presidente de la Asociación Comunitaria de Veteranos de la Guerra de Croacia y miembro del Comité Permanente de la Federación Mundial de Veteranos, en París, en el lado croata. También fue miembro del parlamento croata por el HDZ y  alcalde del condado. 
Durante la Guerra de Croacia participó activamente en la Operación Otkos-10, Operación Orkan-91 y Operación Papuk-91. 

## Biografía
Nació el 18 de enero de 1952 en Lanka cerca de Virovitica. Después de la escuela primaria, completó el oficio de mecánico de automóviles.
Estudió en la Facultad de Transporte. Más tarde se graduó de la Escuela Superior de Economía de Osijek.
Estaba casado y tenía dos hijos.
Falleció el 1 de abril de 2022.

## Conflicto de Croacia
Fue uno de los fundadores del HDZ en Virovitica en agosto de 1989. El antiguo Servicio de Contrainteligencia del JNA (KOS) lo arrestó junto con otros dos habitantes de Virovitica el 24 de enero de 1991 por "contrabando de armas" y "tratando de organizar una rebelión armada contra Yugoslavia". Pasó cuatro meses en una prisión militar en la calle Gajeva en Zagreb. Fue sentenciado a tres años de prisión pero fue puesto en libertad de inmediato el 22 de mayo de 1991.
Posteriormente se convirtió en oficial del Ejército Croata. Fue miembro del Comando Municipal de Crisis de Virovitica. Organizó voluntarios para la defensa, fue comandante del sector Pakrac y luego la 127.a Brigada Virovitica.
En 1992 se convirtió en jefe de Estado Mayor del Área de Djakovo. En el mismo año, ganó las elecciones parlamentarias en Virovitica y fue elegido diputado. Como estaba en el servicio militar, no se hizo cargo.
Desde 1993 fue miembro de la Asamblea del Condado de Virovitica-Podravina.
En 1997, fue elegido alcalde.
Ha sido miembro de la Comisión para la concesión de concesiones de caza en terrenos de caza en tierras de propiedad estatal desde 1999. Ha sido presidente de la Asociación de Caza de Croacia.
En las elecciones de 2000, fue reelegido diputado. Fue presidente de la Comisión Parlamentaria de Veteranos de Guerra. Ha sido presidente de la Asociación de Voluntarios y Veteranos de la Guerra Patria durante varios años.
Se retiró al rango de teniente general.